# 본 (소설 시리즈)
본 시리즈(Bourne)는 제이슨 본을 주인공으로 한 소설 시리즈이다.

## 오리지널 시리즈
다음 3권은 로버트 러들럼이 작성한 오리지널 시리즈이다.
- 《본 아이덴티티》 (1980)
- 《본 슈프리머시》 (1986)
- 《본 얼티메이텀》 (1990)

## 밴 러스트베이더 시리즈
다음은 러들럼의 사후 유족들의 허락을 맡아 에릭 밴 러스트베이더가 작성한 시리즈이다.
- 《본 레거시》 (2004)
- 《본 비트레이얼》 (2007)
- 《본 생션》 (2008)
- 《본 디셉션》 (2009)
- 《본 오브젝티브》 (2010)
- 《본 도미니언》 (2011)
- 《본 임퍼레이티브》 (2012)
- 《본 리트리뷰션》 (2013)
- 《본 어센던시》 (2014)
- 《본 에니그마》 (미정)